# Max Henze
Richard Max Paul Henze (Köthen, 23 september 1899 - Bydgoszcz, 10 maart 1951) was een Duitse officier en een SS-Brigadeführer (brigadegeneraal) en Generalmajor in de politie tijdens de Tweede Wereldoorlog. Hij was hoofdcommissaris van politie in Kassel, Danzig, Essen en Bromberg.
Na de Tweede Wereldoorlog werd Henze uitgeleverd aan de Volksrepubliek Polen en schuldig bevonden aan oorlogsmisdrijven en misdaden tegen de menselijkheid hij werd veroordeeld tot de doodstraf en geëxecuteerd.

## Leven
Op 23 september 1899 werd Max Henze geboren in Köthen wat in het Hertogdom Anhalt lag. Hij was de zoon van de koetsier van het landgoed en transporteur Karl Hugo Henze en zijn vrouw Marie Henze (geboortenaam Grune). Henze ging naar de basisschool in Köthen en later in Dresden, andere bron vermeldt: Berlijn. Hij voltooide een opleiding tot koopman. 
Op 1 april 1917 meldde hij zich als Kriegsfreiwilliger (oorlogsvrijwilliger) en werd bij het 3. (MG)/Reserve-Infanterie-Regiment Nr. 24 geplaatst. Als Schütze (soldaat) werd Henze overgeplaatst naar het 2. (MG)/Infanterie-Regiment Nr. 396 en raakte op 15 september 1918 tijdens een gasaanval gewond niet veel later raakte hij voor de 2e keer gewond, hiervoor werd hij onderscheiden met het Gewondeninsigne 1918 in zwart. Na zijn herstel werd Henze geplaatst bij het Küstenwehr Batterie Cuxhaven (vrije vertaling: Kustverdedigingsbatterij Cuxhaven) hier diende hij tot het einde van de oorlog.
Eind 1918 werd Henze lid van de Spartacusbond. Hierna keerde hij tot 1932 terug naar zijn burgerberoep van koopman. Tijdens die periode was Henze ook lid van het vrijkorps Roßbach.
Op 1 juni 1927 werd Henze lid van de Schutzstaffel (SS) en werd ingeschaald als SS-Anwärter (SS-kandidaat). Een jaar later werd hij lid van de Nationaalsocialistische Duitse Arbeiderspartij (NSDAP). Henze zijn rang in de SS steeg van een SS-Sturmführer (tweede luitenant) naar een SS-Oberführer (senior kolonel) in drie jaar. In 1933 hield hij oppertoezicht in het concentratiekamp Columbia waar honderden tegenstanders van het regime gevangen zaten.
Van 1932 tot 1933 werd Henze gekozen voor de Pruisische Landdag en van november 1933 voor de Rijksdag tot het einde van de oorlog. Op 17 mei 1935 volgde zijn benoeming tot  Bezirksbeigeordneter (gemeenteraadslid) voor het bestuursdistrict Berlin-Weißensee. Hij werd overgeplaatst naar de Gestapa en werkte daar tot 20 februari 1934. Tijdens zijn werk bij de Gestapa, werd hij bevorderd tot SS-Brigadeführer (brigadegeneraal).
Op 22 september 1934 trouwde Henze met Camilla Weichselbaumer (geboren 12 april 1910 te Berlijn), zij was een secretaris in het Pruisische ministerie van Binnenlandse Zaken. Het echtpaar kreeg twee dochters.
In het begin van 1937 volgde Henze zijn benoeming tot hoofdcommissaris van politie in Kassel. Hij was de commandant van de veiligheidstroepen in de stad toen op 7 november 1938 de synagoge van Kassel werd aangevallen en de inhoud ervan in brand werd gestoken. Dit was een van de eerste uitingen van de anti-Joodse pogrom die bekendstaat stond als de Kristallnacht. Naast de synagoge werden ongeveer twintig Joodse winkels geplunderd en vernield. Naar verluidt stond de politie erbij, keek toe en deed niets. Een ooggetuige herinnerde zich dat de hoofdcommissaris van politie passief het geweld aanschouwen was. 
In september 1939 na de Poolse Veldtocht werd Henze overgeplaatst naar de functie van tijdelijke hoofdcommissaris in de stad Bromberg, wat van Polen was geannexeerd. In die tijd was hij betrokken bij de opsporing en standrechtelijke executie van de Poolse intelligentsia en geestelijke.
Op 1 april 1940 (ander bron vermeldt: 24 mei 1940) werd Henze benoemd tot hoofdcommissaris van politie in Danzig, deze post verliet hij weer in oktober 1940 en werd benoemd tot waarnemend hoofdcommissaris van politie Essen. Hij volgde de tot Hogere SS- en Politieleider benoemde Karl Gutenberger op. Deze post werd in juli 1942 een permanente aanstelling. In 1944 kreeg hij de titel Generalmajor der polizei en bleef gedurende de rest van de oorlogsjaren op de post in Essen.

## Na de oorlog
Na zijn gevangenname in 1945 werd Henze geïnterneerd in Recklinghausen en Hamburg. In 1947 werd hij vanwege zijn activiteiten in Danzig uitgeleverd aan Polen. Van 8 oktober tot 4 november 1949 stond hij terecht voor misdaden die begaan waren tijdens zijn ambtstermijn als hoofd van de politie in Bromberg en Danzig, samen met SS-Obergruppenführer Richard Hildebrandt, die de Hogere SS- en Politieleider in Danzig was geweest. Aan het einde van het proces werden Henze en Hildebrandt beiden ter dood veroordeeld door de rechtbank van Bydgoszcz, en de vonnissen werden op 25 november 1950 bekrachtigd door het Poolse Hooggerechtshof in Warschau. Op 3 december werden het verzoek voor gratie aan de Poolse president Bolesław Bierut afgewezen en de straffen bevestigd. Hildebrandt en Henze werden beiden op 10 maart 1951 opgehangen in de gevangenis van Bydgoszcz.

## Carrière
Henze bekleedde verschillende rangen in zowel de Allgemeine-SS als Waffen-SS. De volgende tabel laat zien dat de bevorderingen niet synchroon liepen.
| Datums           | Pruisische leger   | Allgemeine-SS       | Politie                  |
| ---------------- | ------------------ | ------------------- | ------------------------ |
| 1 april 1917     | Kriegsfreiwilliger | —                   | —                        |
| 1917             | Schütze            | —                   | —                        |
| 7 juni 1927      | —                  | SS-Anwärter         | —                        |
| 4 maart 1928     | —                  | SS-Mann             | —                        |
| 13 juli 1929     | —                  | SS-Truppführer      | —                        |
| 14 oktober 1929  | —                  | SS-Sturmführer      | —                        |
| 1 februari 1931  | —                  | SS-Sturmbannführer  | —                        |
| 18 oktober 1931  | —                  | SS-Standartenführer | —                        |
| 22 juli 1932     | —                  | SS-Oberführer       | —                        |
| 15 december 1933 | —                  | SS-Brigadeführer    | —                        |
| 1944             | —                  | —                   | Generalmajor der Polizei |

- Berechtigung zum Tragen der Uniform Generalmajor der Polizei (m.d.U.d. Gen.Maj.d.P.) - De bevoegdheid om het uniform van een Generalmajor in de politie te dragen.[3]

## Lidmaatschapsnummers
- NSDAP-nr.: 80 481[9] (lid geworden 1 april 1928[3][4])
- SS-nr.: 1 167[9] (lid geworden 1 juni 1927[3][2])

## Onderscheidingen
Selectie:
- IJzeren Kruis 1914, 2e Klasse[3][4]
- Ereteken van de Luchtbescherming, 2e Klasse[3]
- Gouden Ereteken van de NSDAP[3][4]
- Frederikskruis, 2e klasse met band voor "Kämpfer"[3]